# Stenelmis occidentalis
Stenelmis occidentalis is een keversoort uit de familie beekkevers (Elmidae). De wetenschappelijke naam van de soort werd in 1991 gepubliceerd door Schmude & Brown.